# چاپای نوابگانج-۲
چاپای نوابگانج-۲ (به لاتین: Chapai Nawabganj-2) یک منطقهٔ مسکونی در بنگلادش است که در ناحیه نواب‌گنج واقع شده‌است.